# Камилла Клодель, 1915
«Камилла Клодель, 1915» (фр. Camille Claudel 1915) — французский драматический фильм автора сценария и режиссёра Брюно Дюмона. Фильм вошёл в основную конкурсную программу шестьдесят третьего Международного кинофестиваля в Берлине. В российский прокат лента вышла 11 июля 2013 года.

## Сюжет
В фильме рассматривается связь известного скульптора Камиллы Клодель с другим известным французским скульптором Огюстом Роденом. Отслеживается развитие их романтических отношений с 1880-х годов, в частности разрыв, который Камилла тяжело переживала. Показано, как у девушки начинаются психические расстройства: ей кажется, что её повсюду преследуют завистники. В результате она попадает в психиатрическую лечебницу на юге Франции.

## В ролях
- Жюльет Бинош — Камилла Клодель
- Жан-Люк Венсан — Поль Клодель
- Робер Леруа — врач
- Эмманюэль Кауфман — священник
- Марион Келлер — мадемуазель Бланк
- Армель Леруа-Роллан — медсестра